# Driehoekige bipiramide
Een driehoekige bipiramide is een bipiramide, die uit twee driehoekige piramiden bestaat die met hun congruente grondvlakken tegen elkaar zijn geplaatst. Als de zijvlakken gelijkzijdige driehoeken zijn is de driehoekige bipiramide het johnsonlichaam J12. Het is in dat geval een bipiramide van twee regelmatige viervlakken tegen elkaar en tevens een deltaëder.
De 92 johnsonlichamen werden in 1966 door Norman Johnson benoemd en beschreven.
- (en)  MathWorld. Triangular Dipyramid